# Google Umfrage-App
Google Umfrage-App (englisch Google Opinion Rewards) ist eine mobile App für das Betriebssystem Android, bei der Nutzer durch die Teilnahme an kurzen Umfragen Guthaben für den App Store des US-amerikanischen Unternehmens Google Google Play verdienen können.
Nach Installation und Beantwortung einiger persönlicher Fragen erhalten Nutzer in unregelmäßigen Abständen Umfragen zugeteilt. Der Nutzer wird über neue Umfragen per Push-Benachrichtigung informiert. Für eine erfolgreiche Teilnahme an einer Umfrage kann man als Nutzer bis zu 0,80 € Guthaben verdienen, welches im Google Play Store eingelöst werden kann.